# Pot’onggang-guyŏk
Pot’onggang-guyŏk ist einer der 18 Stadtbezirke Pjöngjangs, der Hauptstadt Nordkoreas. Bekannt ist der Bezirk vor allem durch das Ryugyong-Hotel.  Seinen Namen trägt er nach dem Fluss Pothong, der die Bezirksgrenzen bildet. Pot’onggang-guyŏk grenzt im Norden an Hyŏngjesan-guyŏk, im Osten an Sŏsŏng-guyŏk und Moranbong-guyŏk, im Süden an P’yŏngch’ŏn-guyŏk und Chung-guyŏk und im Westen an Mangyŏngdae-guyŏk. Eingerichtet wurde der Bezirk im Oktober 1960.

## Bauwerke und Einrichtungen

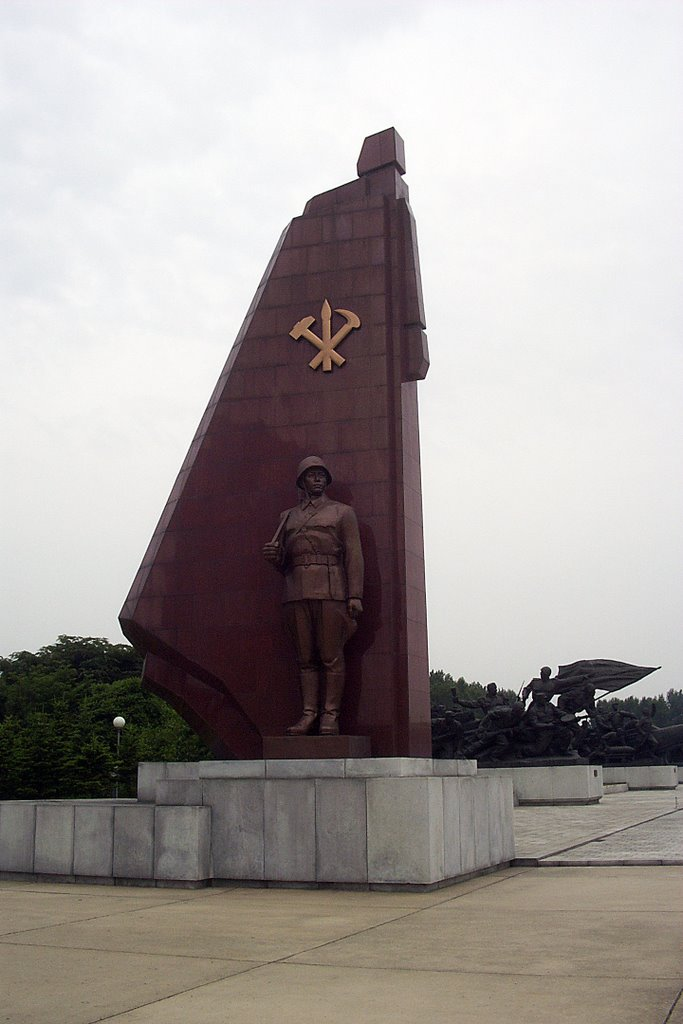
Gedenkstätte für den Vaterländischen Befreiungskampf

Pot’onggang-guyŏk bildet in erster Linie ein Arbeitsviertel und bietet nur im äußeren Bereich nahe dem Innenstadtbezirk einige Sehenswürdigkeiten. 
Darunter der Pot’ong River Pleasureground, die Gedenkstätte für den Vaterländischen Befreiungskampf, sowie das Museum über den Vaterländischen Befreiungskrieg und das Pot’ong River Improvement Project Monument. Des Weiteren befinden sich in dem Bezirk die von Touristen gelegentlich besuchte Stickereifabrik und die Pjöngjang Senioren Middle School. In dem Ortsteil Ragwon-dong liegt der Hauptsitz der Nationalen Verteidigungskommission Nordkoreas.

## Verkehr
Die Metro Pjöngjang hält innerhalb des Bezirks an den Stationen Kŏnsŏl, Hwanggumbol und Kŏn'guk.

## Naturdenkmale
Die Pappeln des Pot’ong-gang im Ortsteil Pot’onggang-dong sind unter den Naturdenkmalen Nordkoreas mit der Sortierungsnummer 6 aufgeführt.

## Verwaltungseinheiten
Pot’onggang ist in elf Verwaltungseinheiten, die Dongs eingeteilt. Die beiden Dongs Ryugyong und Potonggang sind wiederum in je zwei und Pulgunkori-dong auf Grund seiner Größe in drei Verwaltungseinheiten untergliedert.
|                 | Chosŏn’gŭl | Hancha     | Anmerkungen                                                                      |
| --------------- | ---------- | ---------- | -------------------------------------------------------------------------------- |
| Kyonghung-dong  | 경흥동     | 興\|洞     |                                                                                  |
| Ponghwa-dong    | 봉화동     | 洞         |                                                                                  |
| Potonggang-dong | 보통강동   | 通\|江\|洞 |                                                                                  |
| Pulgunkori-dong | 붉은거리동 | 거리\|洞   |                                                                                  |
| Rakwon-dong     | 락원동     | 洞         |                                                                                  |
| Ryugyong-dong   | 류경동     | 京\|洞     |                                                                                  |
| Segori-dong     | 세거리동   | 거리\|洞   |                                                                                  |
| Sojang-dong     | 서장동     | 將\|洞     | Überwiegend geprägt von der Gedenkstätte für den Vaterländischen Befreiungskampf |
| Sokam-dong      | 석암동     | 岩\|洞     |                                                                                  |
| Sinwon-dong     | 신원동     | 院\|洞     |                                                                                  |
| Taebo-dong      | 대보동     | 寶\|洞     |                                                                                  |